# Antonio García-Santesmases
Antonio Juan García-Santesmases Martín-Tesorero (Madrid, 1954) es un filósofo y político español.

## Reseña biográfica
Nacido en Madrid en 1954, estudió en el Colegio de Nuestra Señora del Recuerdo. Es doctor en Filosofía y catedrático de Filosofía Moral y Política en la UNED.
Ha sido en distintas ocasiones miembro del Comité Federal del Partido Socialista Obrero Español y diputado al Congreso por la circunscripción electoral de Madrid. Es colaborador y miembro del consejo de redacción de la revista Leviatán y colaborador de Sistema. Militante socialista desde 1976, se integró en lo que se denominaba Frente Cultural, donde conoció a Ignacio Sotelo, exdirigente del PSOE y catedrático de la Universidad Libre de Berlín. Miembro de la corriente crítica, fue uno de los fundadores de la corriente de opinión Izquierda Socialista, tras la renuncia de Felipe González a la secretaría general del PSOE en el XXVIII Congreso (mayo de 1979). Defendió la neutralidad activa y la salida de España de la OTAN en el XXX Congreso (diciembre de 1985). Ha sido portavoz de Izquierda Socialista, tras la expulsión de Pablo Castellano del partido en 1987. Fue miembro del Comité Federal y de la comisión federal de cultura, elegido en el XXX Congreso del PSOE.
Miembro de la directiva del Centro de Estudios Políticos, Económicos y Sociales (CEPES), desde su fundación, en enero de 1990, que agrupaba a los críticos del PSOE y que nació como foro de debate de los problemas del socialismo desde la izquierda del PSOE.
Ha sido diputado del PSOE por Madrid en la VI Legislatura (1996-2000), en la que fue portavoz adjunto de su Grupo en la Comisión de Asuntos Exteriores y vocal en la de Educación y Cultura.
Su tesis doctoral, presentada en 1983, llevó por título Marxismo y Estado.